# Cyrtolabulus sexspinosus
Cyrtolabulus sexspinosus är en stekelart som beskrevs av Giordani Soika 1977. Cyrtolabulus sexspinosus ingår i släktet Cyrtolabulus och familjen Eumenidae. Inga underarter finns listade i Catalogue of Life.